# توقيت بروناي

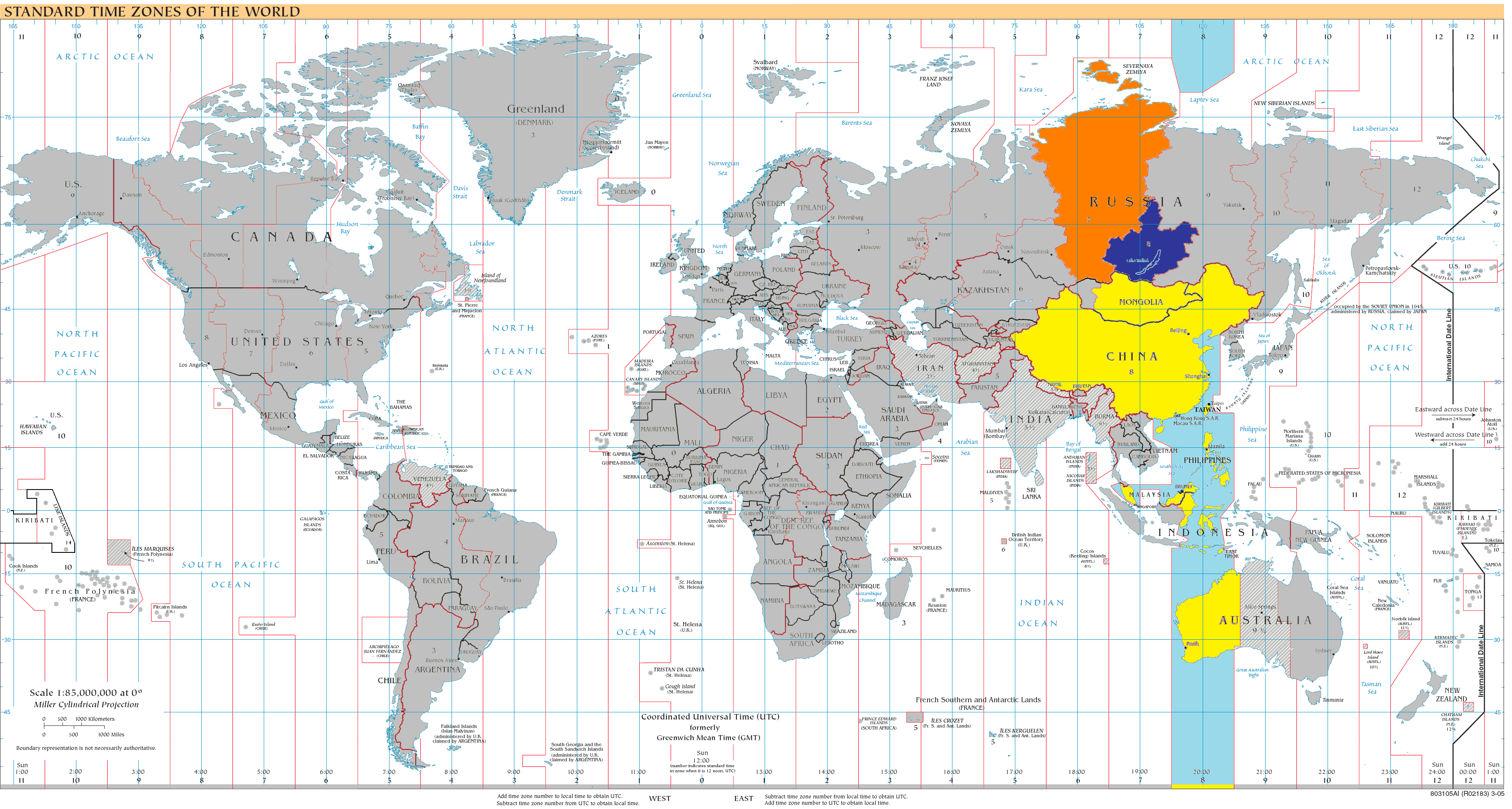

توقيت بروناي هو ت ع م+08:00. لا تتبع بروناي التوقيت الصيفي.